# Magenta Live at Real World
Magenta Live at Real World is een livealbum van Magenta. Het is opgenomen in the geluidsstudio Real World in Bath. Deze studio is eigendom van Peter Gabriel. Tegelijkertijd wilde Magenta het eens "unplugged" proberen. Om toch enige melodiestemmen in te brengen werd gekozen met een opzet inclusief strijkkwartet en hobo. De muziek van Magenta is over het algemeen vrij bombastisch en dat is hier dus weggelaten. Daarmee klinkt de band met de zangstem van Christina Booth als Renaissance met Annie Haslam. De vijfenvijftig toehoorders waren op de achtergrond aanwezig.   

## Musici
- Christina Booth – zang
- Rob Reed – piano, akoestische gitaar
- Chris Fry – akoestische/nylongitaar
- Dan Fry – akoestische basgitaar
- Kieran Bailey – slagwerk
- Martin Rosser – akoestische gitaar

met
- Karla Powell – hobo
- Jo Buckland, Tina Jacobs-Lim – viool
- Aimee Bryett – altviool
- Emma Bryden – cello

## Muziek
| Nr. | Titel                 | Duur |
| --- | --------------------- | ---- |
| 1.  | Children of the sun   |      |
| 2.  | Cold                  |      |
| 3.  | Lemminkainen’s lament |      |
| 4.  | Hate you              |      |
| 5.  | Anger                 |      |
| 6.  | Blind faith           |      |
| 7.  | King of the skies     |      |
| 8.  | Speechless            |      |

| Nr. | Titel                      | Duur |
| --- | -------------------------- | ---- |
| 1.  | This life                  |      |
| 2.  | Moving on                  |      |
| 3.  | Demons                     |      |
| 4.  | Morning sunlight           |      |
| 5.  | Journey’s end              |      |
| 6.  | Greed                      |      |
| 7.  | The ballad of Samule Layne |      |
| 8.  | Prekestolen                |      |
| 9.  | Metamorphosis              |      |
| 10. | Night and say              |      |
| 11. | I’m alive                  |      |
| 12. | All around the world       |      |

Een derde schijfje betrof de dvd van het concert minus de laatste drie tracks van cd2.